# Temple de Foguang
Le temple de Foguang (en chinois 佛光寺) est un temple du mont Wutai, une montagne sacrée bouddhiste située dans le Shanxi, en Chine. 

## Description
Selon l'UNESCO, le temples est particulièrement intéressant pour ses peintures murales, ses sculptures et son architecture. La salle orientale, à la structure en bois, a été construite au IXe siècle et n'a pas été modifiée depuis. Il existe également à l'intérieur du temple une pagode en brique dont la date de construction n'est pas connue avec certitude, mais que l'UNESCO situe autour de 600, sous les Wei du Nord. 

## Histoire
Selon un auteur du VIIe siècle, le monastère aurait été fondé sous le règne de l'empereur Xiaowen, à la fin du Ve siècle. La pagode Zushi date d'environ 600, la salle orientale de IXe siècle et la salle de Majusri de 1137.

## Plan

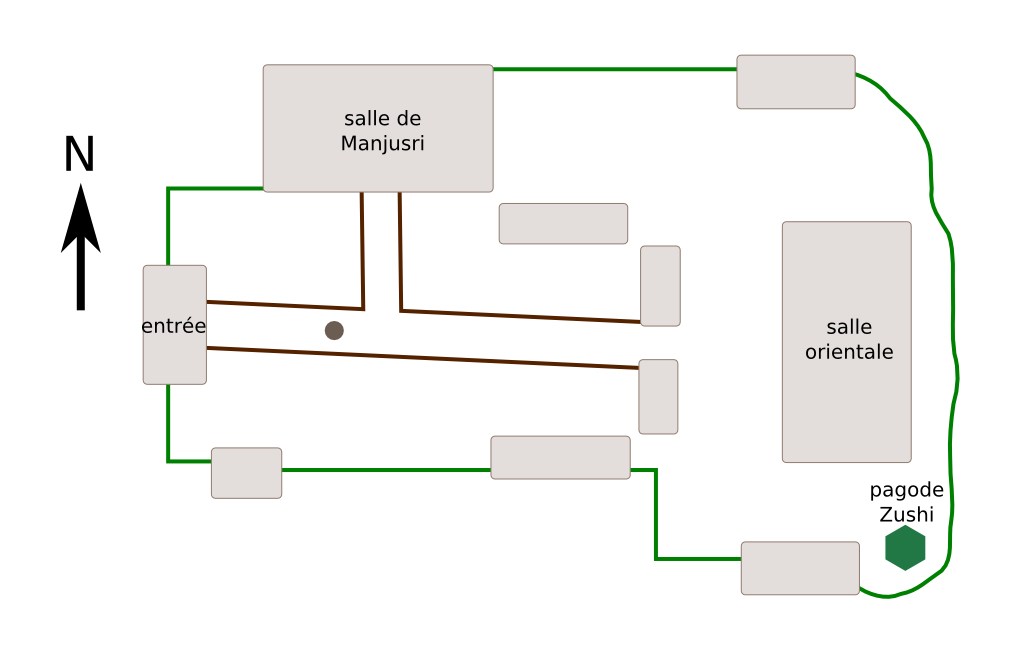
Plan du temple de Foguang.